# Vipera seoanei
Vipera seoanei är en ormart som beskrevs av Lataste 1879. Vipera seoanei ingår i släktet Vipera och familjen huggormar. IUCN kategoriserar arten globalt som livskraftig.

## Utseende
Denna huggorm blir vanligen 50 cm lång och ibland upp till 70 cm lång. Bålens färg kan variera mycket mellan olika individer. Oftast är grundfärgen grå, beige eller rödaktig. Hos några individer förekommer på grundfärgen ett mörkt sicksack mönster eller andra fläckar. Individer med enhetlig färg över hela kroppen hittas likaså. I motsats till aspishuggormen (Vipera aspis) och Latastes huggorm (Vipera latastei) har Vipera seoanei ingen uppåtriktad nos.

## Utbredning och habitat
Arten lever i norra Portugal, nordvästra Spanien och i Frankrikes sydvästra hörn. Den vistas i låglandet och i bergstrakter upp till 1900 meter över havet. Denna huggorm föredrar varma platser i fuktiga landskap. Den hittas bland annat på gläntor eller vid kanter av lövfällande skogar, på ängar med örnbräknar eller med arter av klockljungssläktet (Erica) samt intill stenhögar eller murar.

## Ekologi
Vipera seoanei är aktiv på dagen med undantag av årets varmaste månader. Beroende på utbredning håller arten fram till mars, april eller maj vinterdvala. Den jagar huvudsakligen små däggdjur genom att vänta i ett gömställe och överraska dem. Ibland uppsöker huggormen däggdjurens bon. Mellan augusti och oktober föder honan upp till 10 levande ungar (ovovivipari). Ungar föds bara vartannat år.

## Underarter
Arten delas in i följande underarter:
- V. s. seoanei
- V. s. cantabrica

## Bildgalleri

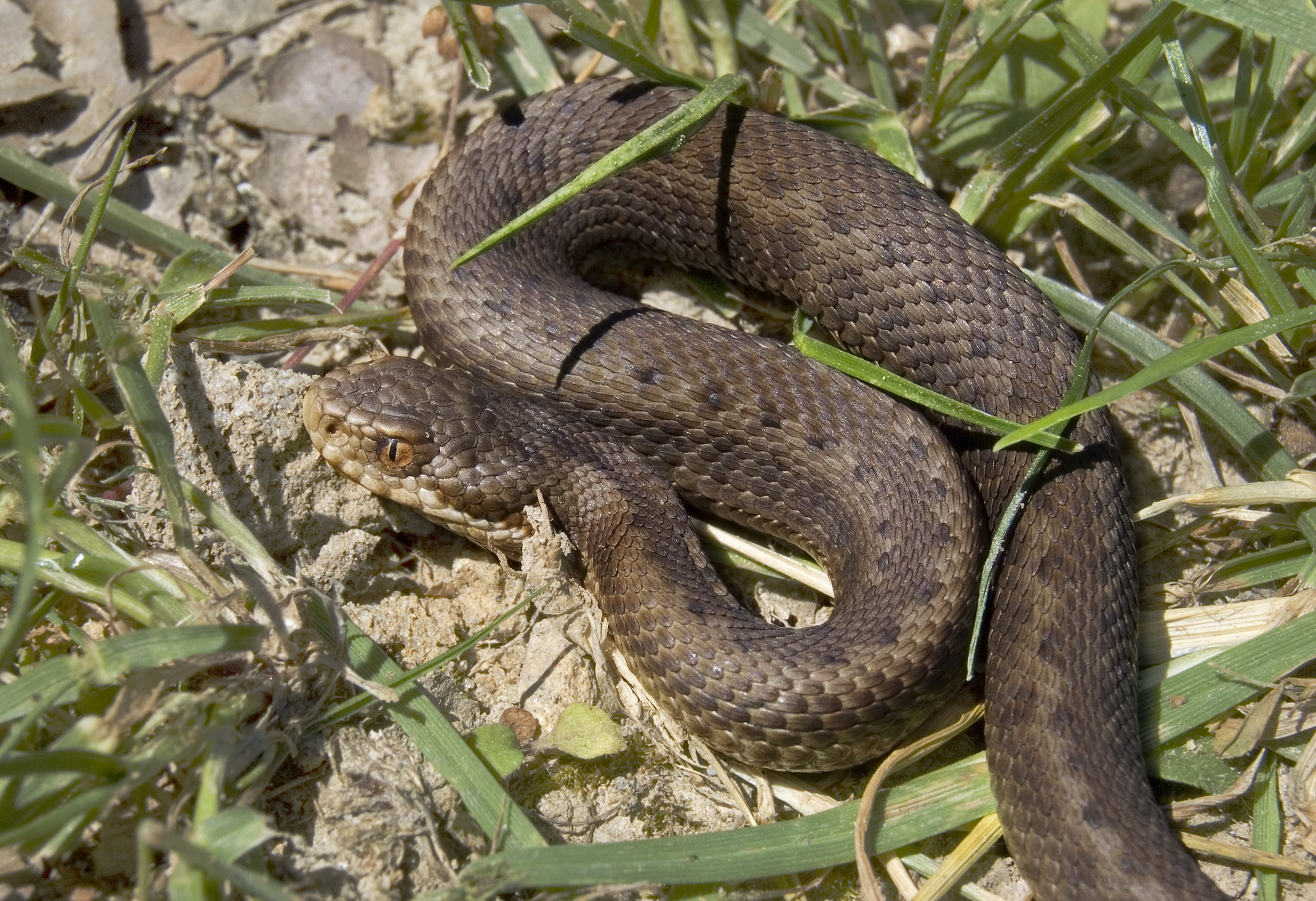
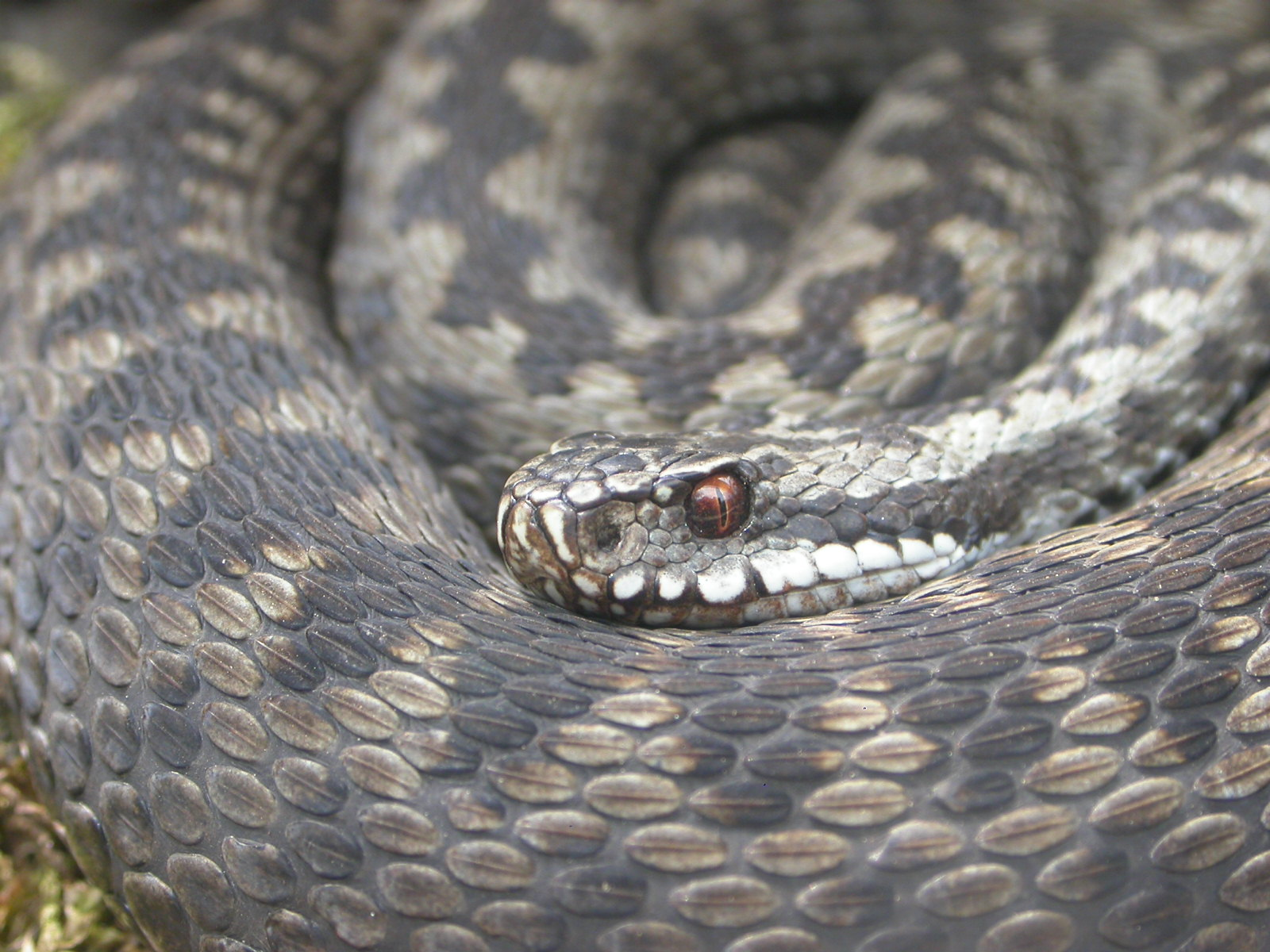